# Gertrud Gasteiger
Gertrud Gasteiger (* 2. November 1959 in Brixlegg) ist eine ehemalige österreichische Skilangläuferin.

## Werdegang
Gasteiger belegte bei den Junioren-Skieuropameisterschaften 1976 in Liberec den 38. Platz über 5 km und den neunten Rang mit der Staffel und errang bei ihrer einzigen Teilnahme an Olympischen Winterspielen im Februar 1976 in Innsbruck den 44. Platz über 10 km und den 41. Platz über 5 km. Im folgenden Jahr kam sie bei den Junioren-Skiweltmeisterschaften in Sainte-Croix auf den 26. Platz über 5 km und den zehnten Rang mit der Staffel.
Bei österreichischen Meisterschaften siegte sie dreimal mit der Tiroler Skiverbandsstaffel (1976, 1978, 1979), zweimal über 5 km (1977, 1978) und einmal über 10 km (1977). 